# خورخي كونتريرز (مجدف)
خورخي كونتريرز (بالإسبانية: Jorge Contreras)‏ هو مجدف تشيلي، ولد في 1936.

## وصلات خارجية
- خورخي كونتريرز على موقع الاتحاد الدولي للتجديف (الإنجليزية)
- خورخي كونتريرز على موقع أوليمبيديا (الإنجليزية)